# 도쿄!
《도쿄!》(영어: Tokyo!)는 프랑스, 일본, 독일, 대한민국의 합작의 2008년 제작, 개봉된 옴니버스 영화이다. 미셸 공드리 감독의 〈인테리어 디자인〉 (Interior Design)과 레오 카락스 감독의 〈메르드〉 (Merde), 봉준호 감독의 〈흔들리는 도쿄〉 (Shaking Tokyo) 세 편으로 구성되어 있으며 모두 일본의 도쿄도가 무대이다. 제61회 칸 국제 영화제 '주목할만한 시선' 부문에 출품되었다.
비터스 엔드, 꼼 데 시네마, 유러스페이스, 오프 스크린 등에서 제작하여, 대한민국에서는 스폰지이엔티에서 수입해, 싸이더스FNH를 통해 배급되어 개봉되었다.

## 작품·출연진

### 인테리어 디자인
- 감독 : 미셸 공드리
- 원작 : 개브리엘 벨
- 각본 : 미셸 공드리, 개브리엘 벨
- 촬영 : 이노모토 마사미
- 음악 : 에티엔 샤리

출연
- 히로코 - 후지타니 아야코
- 아키라 - 카세 료
- 아케미 - 이토 아유미
- 히로시 - 오모리 나오
- 다케시 - 츠마부키 사토시
- 기계공 - 덴덴
- 부동산의 남자 - 미쓰이시 겐

### 메르드
- 감독·각본 : 레오 카락스
- 촬영 감독 : 카롤린 샹프티에
- 편집 : 넬리 케티에

출연
- 메르드 : 드니 라방
- 볼랑 (변호사) : 장 프랑수아 발머
- 담당 검사 : 이시바시 렌지
- 차석 검사 : 키타미 토시유키
- 구치 소장 : 시마다 큐사쿠
- 타카유키 히데코 : 타케하나 아즈사
- 통역 1 : KaoRi
- 통역 2 : 쥘리 드레퓌스
- 재판장 : 코다마 켄지

### 흔들리는 도쿄
- 감독·각본 : 봉준호
- 촬영 : 후쿠모토 준
- 음악 : 이병우

출연
- 남자 - 카가와 테루유키
- 피자배달원 - 아오이 유
- 피자가게 주인 - 다케나카 나오토
- 히키코모리(방콕족) - 아라카와 요시요시
- 히키코모리(방콕족) - 야마모토 히로시
- 히키코모리(방콕족) - 마츠시게 유타카

## 주제가
- HASYMO - 〈Tokyo Town Pages〉